# Voyage aux enfers du siècle
Voyage aux enfers du siècle (Viaggio agli inferni del secolo) est une nouvelle fantastique de Dino Buzzati, incluse dans le recueil Le K publié en 1966.

## Résumé
Des travaux dans le métro mettent au jour une porte des Enfers. Le héros la passe seul et se retrouve dans un monde tout à fait à l'image du nôtre, où une dame autoritaire lui assigne une place. 
Le héros s'intègre peu à peu à la vie locale, mais assiste à plusieurs tragédies, grandes et petites : à son grand effroi et sans se cacher l'horreur de la situation, lui-même prend part à certaines, humiliant ou maltraitant des inconnus.

## Autour de la nouvelle
- Cette nouvelle fantastique est en fait satirique : les Enfers n'ont pas besoin de créer la douleur et le malheur, il leur suffit d'imiter ce qui a cours dans la civilisation humaine.
- Il s'agit de la première d'un cycle de neuf nouvelles se déroulant aux Enfers par lesquels on accède grâce au chantier du métro.